# Soy del tiempo de Gardel
Soy del tiempo de Gardel es una película en blanco y negro de Argentina dirigida por Homero Cárpena sobre su propio guion escrito en colaboración con Humberto de la Rosa según la adaptación de Alfonso Gárgano de la obra teatral de Humberto de la Rosa que se produjo en 1954 y no fue estrenada comercialmente, aunque se vio en televisión. Tuvo como protagonistas a Pedro Quartucci, Maruja Gil Quesada, Olga Lamas, Lydia Quintana y Marcos Zucker.

## Sinopsis
Rufianes y pasiones en una academia de tango.

## Reparto
- Pedro Quartucci
- Maruja Gil Quesada
- Olga Lamas
- Lydia Quintana
- Marcos Zucker
- Eduardo Cobas
- José Rapuano
- Homero Cárpena
- Matías Riquelme
- Ricardo Duggan
- Enrique Alippi
- Ricardo de Rosas
- C. Morastino
- Héctor Pacheco …Voz
- Aída Villadeamigo
- Calígula